# Ассумани, Азали
Азали Ассумани (араб. غزالي عثماني‎, фр. Azali Assoumani; род. 1 января 1959, Митсудже, остров Гранд-Комор, Коморы) — президент Коморских Островов в 1999—2006 годах (с перерывом) и с 2016 года, полковник.

## Биография
Родился 1 января 1959 года в городке Митсудже на острове Гранд-Комор, в 15 километрах от столицы страны Морони.
После окончания столичного колледжа он избрал для себя карьеру военного и был направлен на учёбу в Королевскую военную академию Марокко. По возвращении на родину некоторое время исполнял обязанности главного личного секретаря Комор, а позже командовал подразделением в Национальной школе вооружённых сил и жандармерии.
Желание получить основательное военное образование привело Ассумани во Францию, где он окончил сначала пехотное училище в Монпелье, затем международный военный колледж в Париже.
В 1990 году полковник Ассумани занял пост временного командующего вооружёнными силами Коморских Островов. В апреле 1999 года он возглавил военный переворот, в ходе которого был отстранён от власти президент Массунд, отменена конституция и распущены все государственные институты власти. 6 мая 1999 года мятежный полковник на основании введённой им временной конституции провозгласил себя президентом.

## Первое президентство
События на Коморских Островах не были не замечены мировой общественностью. Именно благодаря её влиянию Ассумани вынужден был в декабре 1999 года назначить гражданского премьер-министра, сделав тем самым первый шаг к переходу от военного режима к гражданскому. Он объявил, что добровольно покинет пост президента, чтобы передать власть новому демократически избранному главе государства. В 2001 году на референдуме была принята новая конституция, по которой выборы президента должны были проходить поочерёдно на трёх островах (и лишь после этого население страны в целом должно было сделать выбор между тремя кандидатами, получившими наибольшую поддержку на родном острове), чтобы исключить возможность концентрации власти в руках одного лица на несколько сроков подряд. Но обещание уйти Ассумани не выполнил, придумав хитрый ход: оставил военную службу и начал предвыборную кампанию, как гражданское лицо.
Пост президента Ассумани покинул в январе 2002 года, чтобы через три месяца участвовать на выборах, которые должны были пройти на его родном острове Гранд-Комор. Получив там почти 40 % голосов и выйдя во второй, общенациональный, тур, 14 апреля 2002 года на всеобщих президентских выборах Ассумани победил. Однако демократичность выборов была поставлена под сомнение, как и внутри страны, так и зарубежными наблюдателями, поскольку два соперника Ассумани, вышедшие вместе с ним во второй тур, сняли свои кандидатуры, что сделало голосование за бывшего военного лидера безальтернативным. Но США признали выборы свободными и демократичными.
Азали Ассумани стал первым президентом фактически нового государства — Союза Коморских Островов. До него три острова находились в постоянных конфликтах друг с другом. Новый президент провёл выборы в федеральный парламент, сформировал первое федеральное правительство, признал право островов на автономию.
Однако не все были довольны политикой Ассумани. За время его президентства были попытки очередного государственного переворота и покушение на жизнь президента. Азали Ассумани не получил ожидаемой поддержки на парламентских выборах 2004 года. Во время его правления Коморы — одно из беднейших государств мира, где не в полной мере соблюдаются права человека.
Во внешней политике сторонник сотрудничества с африканскими государствами.
26 мая 2006 года оставил пост, передав власть победителю выборов, представителю Анжуана Ахмеду Абдалле Самби.

## Второе президентство
В 2016 году право выбора президента вновь перешло к острову Гранд-Комор, поэтому Ассумани имел возможность выставить свою кандидатуру вновь. При выборах кандидатов от острова Ассумани занял лишь третье место, набрав менее 15 % голосов и пропустив вперёд пользовавшегося поддержкой действующего президента Дуанина и экс-президента Самби Мохамеда Али Суалихи и губернатора Гранд-Комора Муиньи Бараку, но смог пройти в общенародный тур голосования, где с минимальным перевесом победил Суалихи, набрав 41,4 % голосов при 39,7 % у Суалихи (для победы в общенациональном туре достаточно простого большинства голосов). 26 мая 2016 года Ассумани вновь стал президентом Комор.
30 июля 2018 года на Коморских Островах прошёл инициированный Ассумани конституционный референдум по вопросу об изменении порядка выборов президента страны. Суть предложенных Ассумани изменений заключалась в отмене обязательного чередования на президентском посту представителей трёх островов поочерёдно и введении единого общенационального голосования. Вместо этого предлагалось ввести ограничение двумя сроками права одного человека занимать президентский пост. Эти поправки позволили бы действующему президенту баллотироваться на пост главы государства второй раз подряд. За внесение изменений в конституцию проголосовало 92,74 % избирателей, против — 7,26 %.
На состоявшихся в марте 2019 года досрочных президентских выборах Ассумани уверенно победил в первом туре.
В мае 2022 года Азали Ассумани получил континентальный знак отличия африканского трофея от посольства Марокко на Коморских Островах.
18 февраля 2023 года председательство в Африканском союзе перешло от Сенегала к Коморским Островам и Азали Ассумани, таким образом, стал председателем Африканского союза.
На президентских выборах 2024 года Ассумани в первом туре одержал победу, набрав 62,97 % голосов, что вызвало протесты.